# Haravigondanahalli, Challakere
Haravigondanahalli là một làng thuộc tehsil Challakere, huyện Chitradurga, bang Karnataka, Ấn Độ.